# 鬼霧
《鬼霧》（英語：The Fog）是一部2005年的超自然恐怖片，由魯伯特·溫賴特執導，汤姆·威灵、莎瑪·布萊兒和瑪姬·格蕾斯主演。本片翻拍自約翰·卡本特1980年的同名電影，由原片合编者卡本特和黛博拉·希爾共同製作。影片講述了一場奇怪的霧籠罩著俄勒冈州海岸外的一個島嶼小鎮的故事，隨之而來的是134年前在那裡被謀殺的水手的複仇鬼魂。鎮民們發現自己被困，為自己的生命而戰時却發現了他們黑暗歷史的真相。